# El Tambo (ort i Colombia, Nariño, lat 1,42, long -77,40)
El Tambo är en ort i Colombia.   Den ligger i departementet Nariño, i den sydvästra delen av landet, 500 km sydväst om huvudstaden Bogotá. El Tambo ligger 2 304 meter över havet och antalet invånare är 7 279.
Terrängen runt El Tambo är bergig åt nordväst, men åt sydost är den kuperad. El Tambo ligger uppe på en höjd. Runt El Tambo är det tätbefolkat, med 266 invånare per kvadratkilometer. Närmaste större samhälle är Sandoná, 16,7 km sydväst om El Tambo. I omgivningarna runt El Tambo växer i huvudsak städsegrön lövskog.